# Sur la Heid
Pour les articles homonymes, voir Heid.
Sur la Heid est un hameau de la commune d'Aywaille dans la province de Liège en Région wallonne (Belgique). 
Avant la fusion des communes, Sur la Heid faisait déjà partie de la commune d'Aywaille.

## Situation

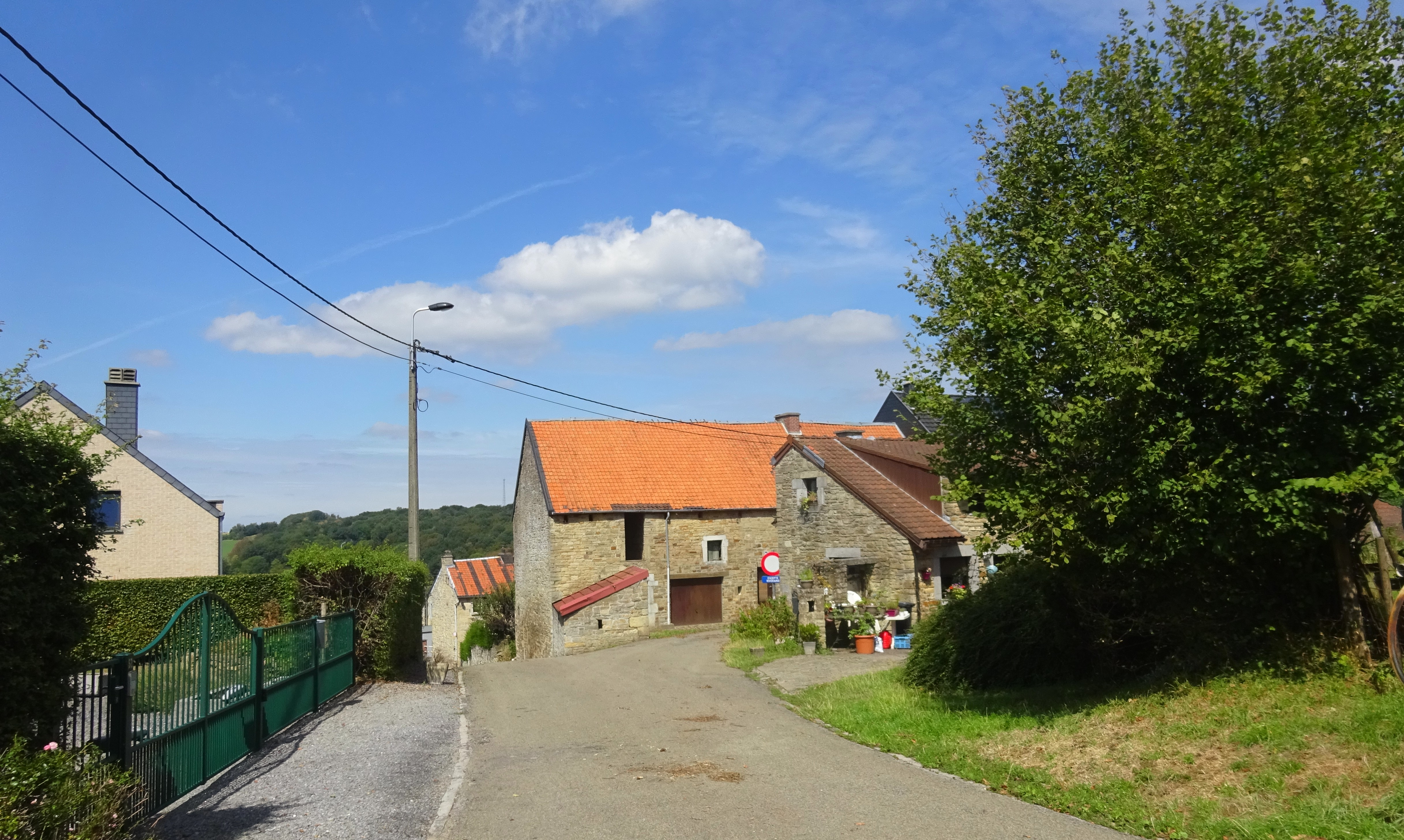
Sur la Heid.

Comme son nom l'indique, Sur la Heid se situe au sommet de la réserve naturelle de la Heid des Gattes et surplombe le village d'Aywaille et la vallée de l'Amblève qui coule au sud du hameau.
Situé à proximité de la Côte de la Redoute connue pour être une belle côte, notamment empruntée lors de Liège-Bastogne-Liège. De ce fait, de nombreux cyclistes passent par le carrefour du village.

## Économie
Depuis 2004, Gîte Cocoon accueille touristes et voyageurs dans le hameau,.

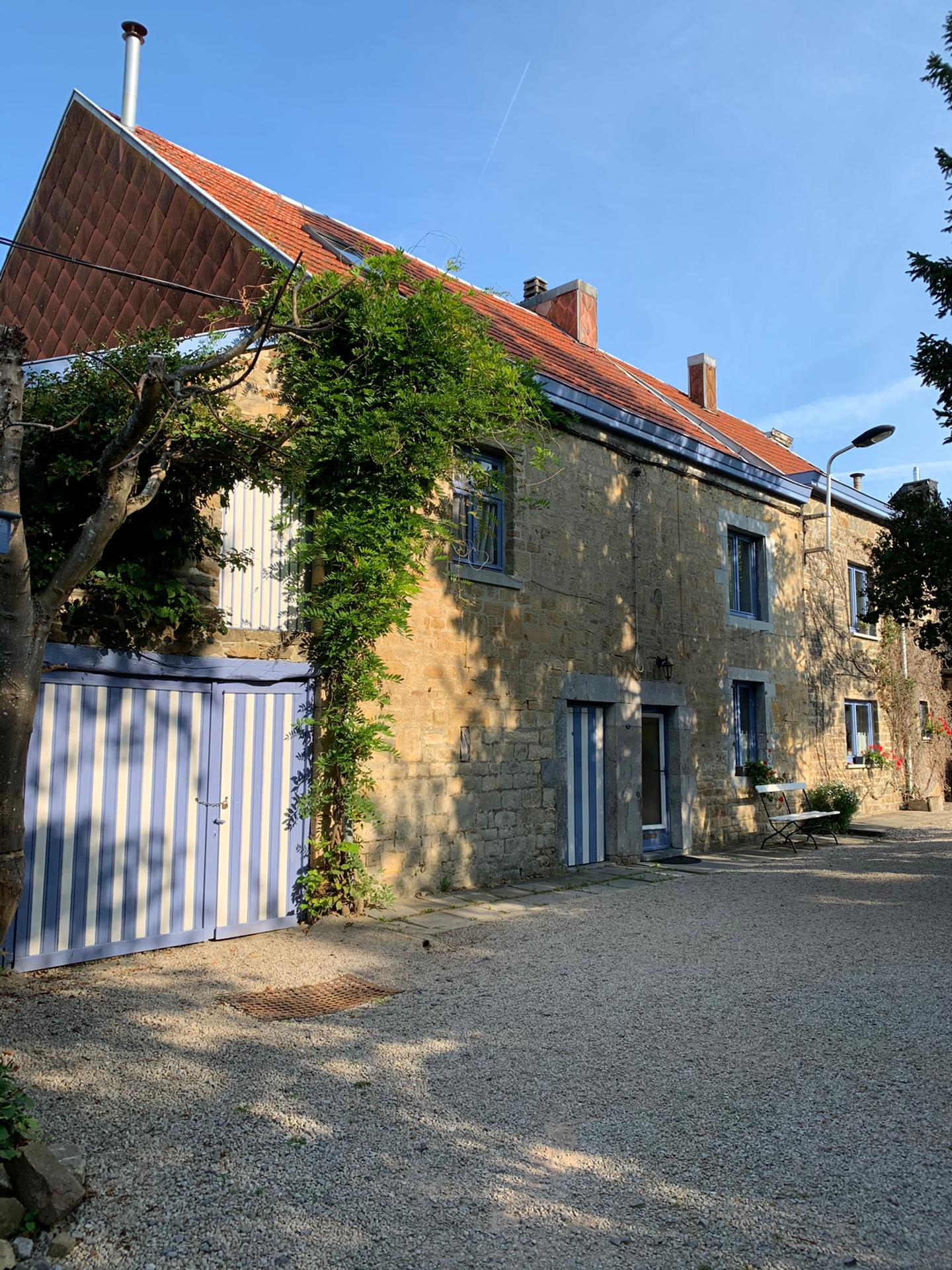
Photo du Gite Cocoon.

Jusqu'à 2018, la microbrasserie Au Grimoire des Légendes, devenue brasserie Elfique, a brassé la bière artisanale Elfique au sein du hameau.